# Compañía comercial

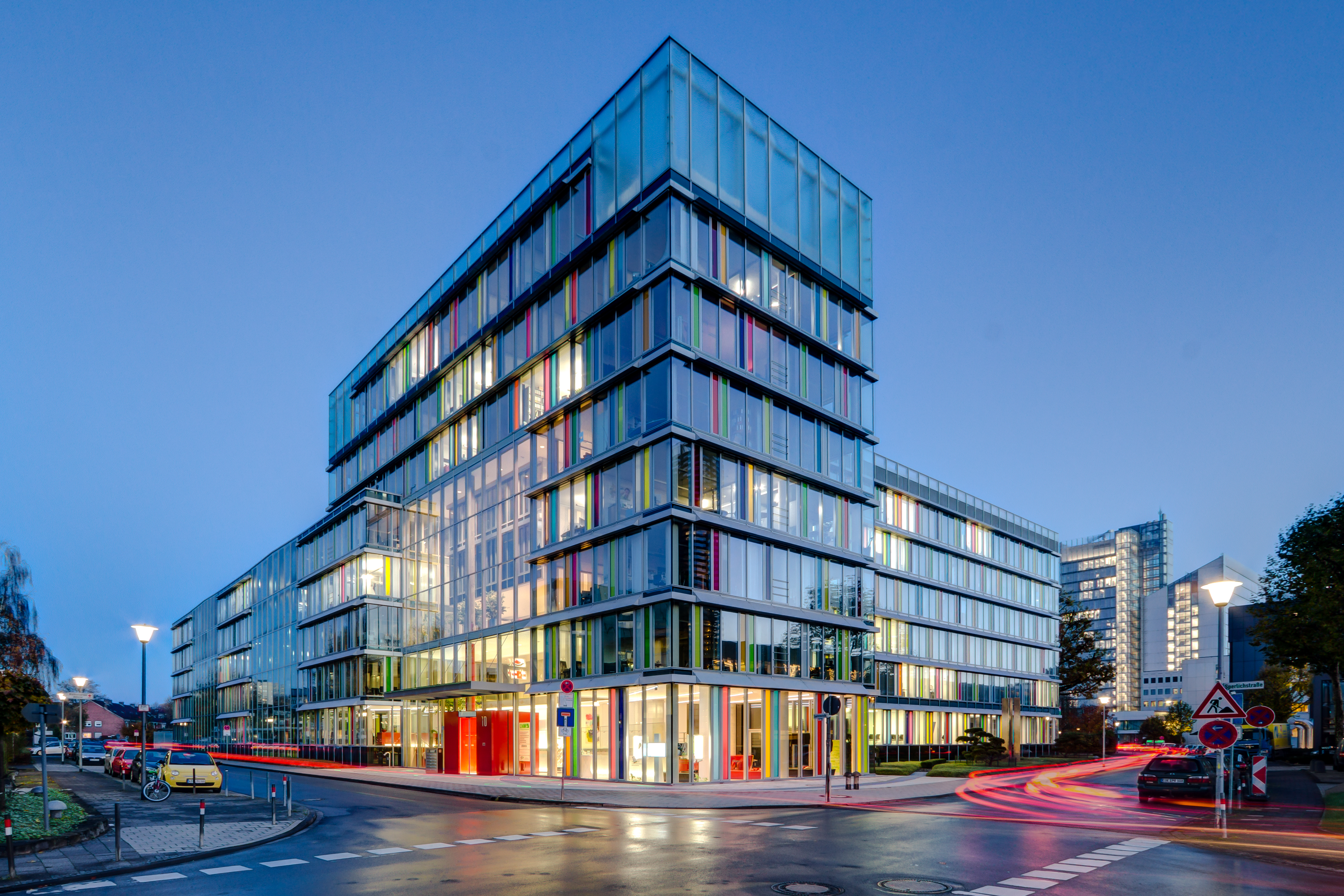
Un moderno edificio de oficinas corporativas en Münster, Renania del Norte-Westfalia, Alemania.

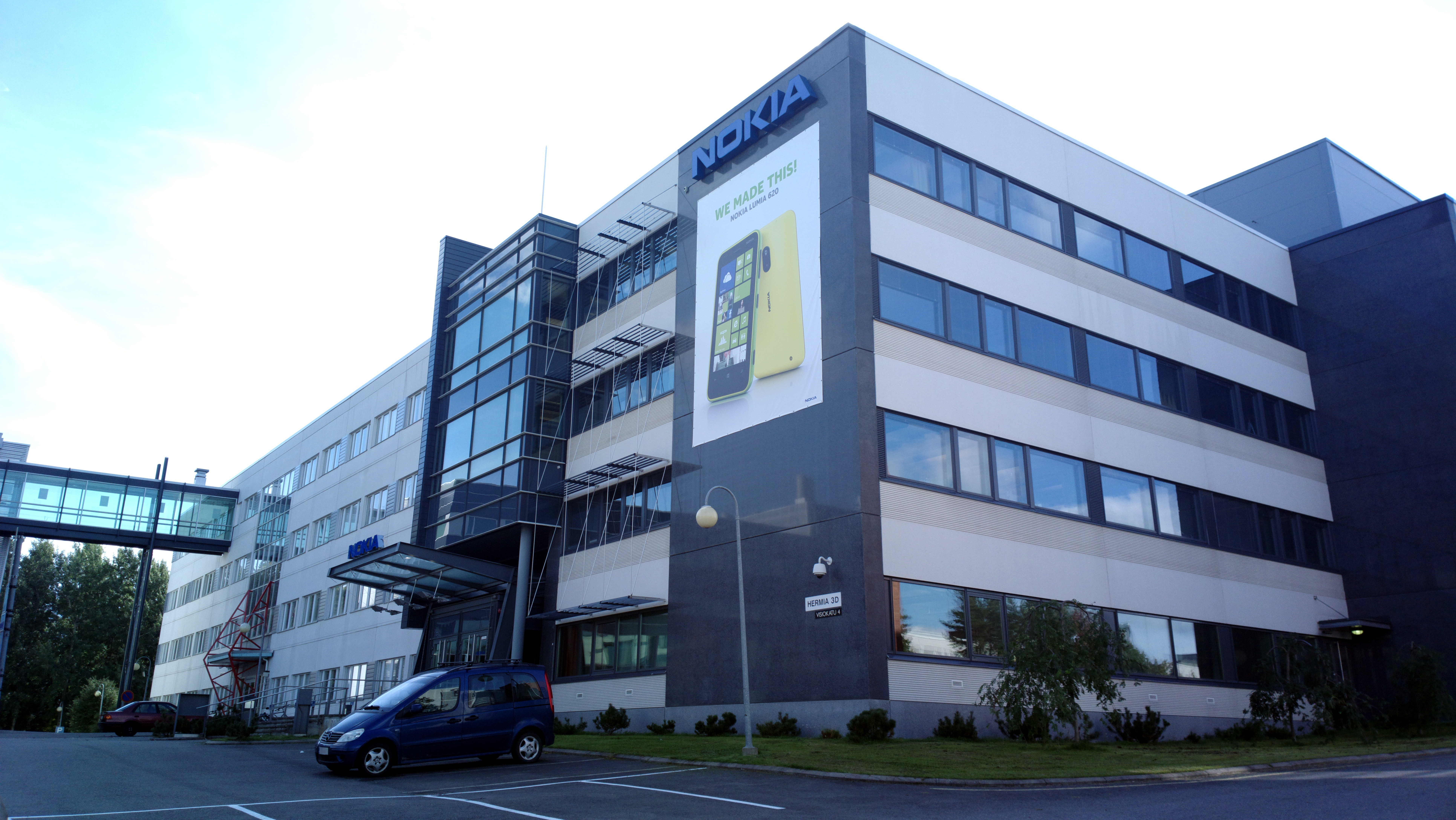
Un edificio de oficinas de Nokia Corporation en Hervanta, Tampere, Finlandia.

Una compañía es una entidad legal que representa una asociación de personas, ya sean naturales, jurídicas o una combinación de ambas, con un objetivo específico y común. Los miembros de la compañía  se unen para alcanzar metas declaradas específicas y para ello establecen una estructura formal que define sus responsabilidades y derechos. Las empresas pueden adoptar diversas formas legales y organizativas, dependiendo de su propósito y la legislación del país en el que se encuentren. 
Entre las formas comunes de compañía se incluyen las  asociaciones voluntarias, que a menudo tienen un carácter  sin ánimo de lucro, como las organizaciones no gubernamentales (ONG). Estas entidades se crean con fines altruistas, como la promoción de causas sociales, la protección del medio ambiente o la ayuda a sectores vulnerables de la sociedad. Además, existen las entidades empresariales, cuyo objetivo principal es la generación de beneficios económicos para sus miembros, inversionistas o accionistas. Estas empresas operan en diversos sectores, como la industria, la tecnología, los servicios y la agricultura.
Otro tipo importante de compañía son las entidades financieras y bancos, que se especializan en la intermediación de recursos, facilitando servicios de crédito, inversiones y otros productos financieros. Estas empresas juegan un papel esencial en la economía global al proporcionar el flujo de capital necesario para el desarrollo de otros sectores económicos. Asimismo, existen compañías que se enfocan en la educación, tales como programas o instituciones educativas, que pueden operar bajo diversas estructuras legales, como fundaciones, universidades privadas o asociaciones educativas, para ofrecer servicios de enseñanza y formación.
Una compañía puede ser creada como persona jurídica, lo que significa que tiene una existencia legal separada de sus miembros. Esto le otorga una responsabilidad limitada, es decir, los miembros o accionistas no responden con su patrimonio personal por las deudas o las obligaciones de la empresa, salvo en casos excepcionales. Cuando una compañía decide cerrar, puede ser necesario llevar a cabo un proceso de liquidación para disolverla de manera formal y evitar que continúe acumulando obligaciones legales y financieras.
En algunos casos, varias compañías pueden asociarse y registrarse colectivamente como nuevas entidades empresariales. Estas entidades resultantes suelen conocerse como grupos empresariales, y pueden abarcar empresas de distintos sectores o especializaciones, compartiendo recursos y objetivos estratégicos. Los grupos empresariales permiten una mayor diversificación y eficiencia operativa, así como la posibilidad de acceder a nuevos mercados y maximizar beneficios.

## Significados y definiciones
Una compañíapuede definirse como una "persona artificial", invisible, intangible, creada por o bajo la ley, con una personalidad jurídica discreta, sucesión perpetua, y un sello común. A excepción de algunos cargos superiores, las empresas no se ven afectadas por la muerte, la locura o la insolvencia de un miembro individual.

### Etimología
La palabra en español compañía tiene su origen en el término francés antiguo compagnie (registrado por primera vez en 1150), que significa "sociedad, amistad, intimidad; cuerpo de soldados", que procedía de la palabra del latín tardío companio ("el que come el pan contigo"), atestiguada por primera vez en la Lex Salica (españols: ley sálica) (c. 500 d. C.) como un calco de la expresión germánica gahlaibo (literalmente, "con pan"), relacionada con el alto alemán antiguo galeipo ("compañero") y con el gótico gahlaiba ("compañero").

### Semántica y uso
Hacia 1303, la palabra se refería a cofradías comerciales. El uso del término company para significar "asociación comercial" se registró por primera vez en 1553,
y la abreviatura "co." data de 1769.
Compara:
Harper, Douglas. «co.». Online Etymology Dictionary. - <ref="spip"> por los años 1670 como abreviatura de company en el sentido comercial, indicando los socios de la firma cuyos nombres no aparecen en su denominación. De ahí y co. para indicar "el resto" de cualquier grupo (1757)'.
</ref>

## Compañías en el mundo

### China
En China, las compañías comerciales presentan una estructura única que refleja la influencia del gobierno y el entorno económico del país. Si bien existen empresas privadas y extranjeras operando en el mercado chino, la mayoría de las compañías están bajo una regulación y supervisión estatal significativa. El sistema económico de China combina elementos de mercado con un fuerte control centralizado, lo que permite a las autoridades gubernamentales desempeñar un papel clave en la gestión y el crecimiento de las empresas dentro del país.
Muchas de las empresas más grandes en China, como las empresas estatales o empresas de propiedad estatal (SOEs, por sus siglas en inglés), son dirigidas y controladas por el gobierno. Estas empresas abarcan sectores estratégicos como la energía, las telecomunicaciones, los transportes, y la manufactura pesada. El gobierno chino juega un papel esencial en su dirección, brindando apoyo financiero, estableciendo políticas favorables y tomando decisiones clave sobre sus operaciones. A través de estas entidades, el gobierno chino busca mantener el control sobre los sectores económicos más importantes y garantizar el desarrollo económico del país de acuerdo con sus objetivos nacionales.
Por otro lado, también existen empresas privadas y empresas extranjeras que operan en el país, muchas de ellas bajo el marco legal y regulatorio del gobierno chino. Las empresas extranjeras pueden ingresar al mercado chino mediante joint ventures (empresas conjuntas) con empresas locales o estableciendo filiales totalmente extranjeras en el país, aunque a menudo deben cumplir con estrictos requisitos regulatorios y adaptarse a las políticas de inversión extranjera de China. Estas compañías suelen ser parte de un sector exportador o están orientadas a la producción para satisfacer la creciente demanda interna del mercado chino.
A pesar de la presencia de empresas privadas y extranjeras, todas las compañías comerciales en China están sujetas a un régimen regulatorio que incluye leyes laborales, fiscales, medioambientales y de comercio exterior que están estrictamente controladas por las autoridades gubernamentales. El Partido Comunista Chino (PCC) sigue desempeñando un papel fundamental en la toma de decisiones que afectan a las empresas, con un enfoque en promover la estabilidad económica y el desarrollo a largo plazo del país. Además, el gobierno chino utiliza las políticas de apoyo y subvenciones para incentivar el crecimiento de ciertas industrias clave, lo que afecta directamente la competitividad y la operación de las empresas en China.

### Estados Unidos
En los Estados Unidos, una compañía no es necesariamente una corporación. Por ejemplo, una compañía puede ser una "corporación, sociedad, asociación, sociedad anónima, fideicomiso, fondo, o grupo organizado de personas, ya sea incorporado o no, y (en una capacidad oficial) cualquier receptor, fideicomisario en bancarrota, o funcionario similar, o liquidador agente, para cualquiera de los anteriores".

### Francia
En derecho francés, una compañía es una asociación o grupo de personas físicas y/u otras empresas, cada una de las cuales aporta algún tipo de capital. Este grupo tiene un objetivo o enfoque común, generalmente el objetivo de generar ganancias. Esta agrupación, grupo o asociación de personas, puede estar prevista en el marco de la ley, y entonces una empresa se considera en sí misma una persona jurídica. El término “sociedad” surgió porque, al menos inicialmente, representaba o era propiedad de más de una persona real o jurídica.

### Reino Unido
En el Derecho inglés y en las jurisdicciones legales basadas en él, una compañíaes una cuerpo corporativo o sociedad registrada bajo las Leyes de sociedades o bajo una legislación similar. Las formas más comunes son:
- Sociedades privadas limitadas por garantía
- Sociedad de interés comunitario
- Organización benéfica incorporada
- Sociedades privadas limitadas por acciones - la forma más común de empresa
- Sociedades anónimas - empresas, normalmente de gran tamaño, que están autorizadas (pero no obligadas) a ofrecer sus acciones al público, por ejemplo en una bolsa de valores.

En el Reino Unido, una sociedad colectiva no es legalmente una empresa, pero a veces puede denominarse (informalmente) como una "compañía". Puede denominarse "firm".

### En el derecho de la Unión Europea

#### Tipos de empresas
- Sociedad europea: nacida en 2001 para permitir la superación del derecho de sociedades de los distintos Estados miembros de la Unión Europea y hacer unas normas directamente aplicables y homogéneas a las empresas que adoptan el estatuto de SE (sociedad europea). Para estas sociedades la participación se expresa en acciones con un capital social de al menos 120.000 euros. La constitución es posible mediante la fusión de dos empresas de diferentes estados o mediante la creación de una sociedad holding común, o incluso mediante la transformación de una sociedad anónima o si una empresa tiene una sucursal en el extranjero durante al menos dos años, sujeto a las normas. del país local. Tanto las sociedades anónimas como las sociedades de responsabilidad limitada pueden acogerse al estatuto de la SE.

- Sociedad cooperativa europea

## Tipos
- Una compañía limitada por garantía (CLG): Se utiliza habitualmente cuando las empresas se constituyen con fines no comerciales, como los clubes o las organizaciones benéficas. Los socios garantizan el pago de ciertas cantidades (normalmente nominales) si la compañíaentra en liquidación insolvente, pero por lo demás, no tienen ningún derecho económico en relación con la empresa. Este tipo de sociedad es común en Inglaterra. Una sociedad limitada por garantía puede ser con o sin tener capital social.
- Una compañía limitada por acciones: La forma más común de la compañía utilizada para las empresas de negocios. En concreto, una sociedad limitada es una "sociedad en la que la responsabilidad de cada accionista está limitada a la cantidad invertida individualmente", siendo las sociedades anónimas "el ejemplo más común de sociedad limitada".[13] Este tipo de sociedad es común en Inglaterra y en muchos países de habla inglesa. Una sociedad anónima puede ser una
  - compañía que cotiza en bolsa, o una
  - compañía privada.
- Una sociedad limitada por garantía con un capital social: Una entidad híbrida, que suele utilizarse cuando la sociedad se constituye con fines no comerciales, pero las actividades de la compañía son financiadas en parte por inversores que esperan un rendimiento. Este tipo de compañía ya no se puede constituir en el Reino Unido, aunque la ley sigue contemplando su existencia.[15]

- Una sociedad de responsabilidad limitada. "Una compañía -autorizada por ley en ciertos estados- que se caracteriza por la responsabilidad limitada, la gestión por parte de los miembros o gerentes, y las limitaciones en la transferencia de la propiedad", es decir, L.L.C.[13] La estructura de la LLC (Limited Liability Compay) se ha denominado "híbrida" en el sentido de que "combina las características de una corporación y de una sociedad o compañíaunipersonal". Al igual que una sociedad anónima, tiene una responsabilidad limitada para los miembros de la empresa, y al igual que una sociedad colectiva, tiene "un flujo de impuestos para los miembros" y debe ser "disuelto por la muerte o la quiebra de un miembro".[16]
- Una sociedad anónima con o sin capital social. Una entidad híbrida, una compañíaen la que la responsabilidad de los miembros o accionistas por las deudas (si las hay) de la compañíano está limitada. En este caso no se aplica la doctrina del velo de constitución.

Los tipos de sociedades menos comunes son:
- Sociedades constituidas por cartas patentes. La mayoría de las sociedades por cartas patentes son corporations sole y no sociedades como el término se entiende comúnmente hoy en día.
- Corporaciones por carta. Ahora son relativamente escasas, salvo las empresas muy antiguas que aún sobreviven (de las que todavía hay muchas, sobre todo muchos bancos británicos), o las sociedades modernas que cumplen una función casi reguladora (por ejemplo, el Banco de Inglaterra es una corporación formada por una carta moderna).
- Sociedades estatutarias. Relativamente raras hoy en día, algunas empresas se han constituido mediante un estatuto privado aprobado en la jurisdicción correspondiente.

Cuando se coloca "Ltd" después del nombre de la empresa, significa que se trata de una sociedad limitada, y "PLC" (Public Limited Company, sociedad anónima) indica que sus acciones son de amplia participación.
En el contexto jurídico, los propietarios de una compañíase denominan normalmente "socios". En una sociedad limitada o ilimitada por acciones (constituida o incorporada con un capital social), serán los accionistas. En una compañía limitada por garantía, serán los garantes. Algunas jurisdicciones offshore han creado formas especiales de sociedad offshore en un intento de atraer negocios para sus jurisdicciones. Los ejemplos incluyen "compañías de cartera segregada" y compañías de propósito restringido.
Sin embargo, existen muchísimas subcategorías de tipos de sociedades que pueden constituirse en diversas jurisdicciones del mundo.
Las empresas también se distinguen a veces, a efectos legales y reglamentarios, entre sociedades públicas y sociedad privada. Las empresas públicas son empresas cuyas acciones pueden negociarse públicamente, a menudo (aunque no siempre) en una bolsa de valores que impone normas de cotización en cuanto a las acciones emitidas, la negociación de las acciones y la futura emisión de acciones para ayudar a reforzar la reputación de la bolsa o del mercado particular de una bolsa. Las empresas privadas no tienen acciones que se negocien públicamente, y a menudo contienen restricciones a la transferencia de acciones. En algunas jurisdicciones, las empresas privadas tienen un número máximo de accionistas.
Una compañía matriz es una compañía que posee suficientes acciones con derecho a voto en otra compañía para controlar la gestión y las operaciones influyendo en su consejo de administración o eligiéndolo; la segunda compañía se considera una filial de la compañía matriz. La definición de compañía matriz varía según la jurisdicción, y normalmente se define a través de las leyes que regulan las empresas en esa jurisdicción.